# あなたとジュリー
『あなたとジュリー』は、1970年7月2日から同年9月24日までTBS系列局で放送されていたTBS製作の音楽バラエティ番組である。全13回。放送時間は毎週木曜 21:00 - 21:30 （日本標準時）。

## 概要
毎回多彩なゲストを迎えて行われていた歌と笑いの番組で、沢田研二の歌となべおさみの狂言回しで進行していた。

## 出演者

### 司会
- 沢田研二（当時ザ・タイガース） - メイン司会。前番組『虹のお祭り広場』からの継続出演者。
- なべおさみ - サブ司会。

### その他の主な出演者
- 石坂浩二
- 和田アキ子
- 萩原健一
- 由美かおる
- 白石冬美
- ザ・タイガース
- 西郷輝彦
- 可愛和美
- 由紀さおり
- 小川知子
- トワ・エ・モワ
- 杉良太郎
- 森山加代子
- ザ・スパイダース
- じゅん&ネネ
- ザ・テンプターズ
- 水前寺清子
- 藤岡琢也
- ザ・ワイルドワンズ
- ほか